# 미코플라스마
마이코플라스마(Mycoplasma)는 마이코플라스마과 마이코플라스마속(Mycoplasma)에 속하는 세균의 총칭이며, 몇 종은 호흡기 감염병을 유발한다. 주로 기도, 요로, 생식기관의 감염을 초래한다. 마이코플라스마에 속하는 세균 중 수백 종이 동물에게 감염될 수 있다.
동물이나 식물에 기생하거나 땅 속에 존재한다. 세포벽이 없고 매우 불규칙한 모양(공 모양·실 모양 또는 분지된 모양)을 하고 있다. 세포벽을 이루는 펩티도글리칸이 없기 때문에 베타-락탐계열 항생제가 효과를 보이지 못한다. 크기는 보통 2~5μ 정도이며, 50μ 이상의 것도 있다. 몸은 많은 공 모양의 생식체로 갈라져서 증식한다. 마이코플라스마는 가장 작은 형태의 세포이다.

## 특징
몰리쿠테스강에 포함되는 한 속인 미코플라스마속에는 100종이 넘는 세균이 속한다. 몰리쿠테스강의 세균은 사람, 동물, 식물에 기생하거나 공생하는데, 미코플라스마는 척추동물과 절지동물을 숙주로 삼는다.
미코플라스마와 피토플라스마에서 질소를 섭취할 수 있게 되면 코노 사용빈도 편향을 변화시키며 유전체의 진화를 일으킨다고 밝혀져 있다.
미코플라스마의 종들은 직경이 0.2~0.3µm 정도로, 가장 크기가 작은 자유 생활 생명체 중 하나이다. 흉막폐렴을 앓는 소의 흉막강에서 발견되기도 하는데, 이들은 MLO (mycoplasma-like organisms)나 PPLO (pleuropneumonia-like organisms)라고 하기도 한다.

### 미코플라스마의 중요 특징
1. 세포벽이 없고 세포막이 세포의 외부 경계를 형성한다.
2. 세포벽이 없기 때문에 이 유기체들은 그들의 모양을 바꿀 수 있는 다형성이다.
3. 핵이 없고, 막 결합 소기관이다.
4. 유전 물질은 단일 DNA 이중체이며 외피가 없다.
5. 리보솜은 70S 유형이다.
6. 복제 프로세스와 유전 물질의 분리를 지원하는 복제 디스크가 한쪽 끝에 위치한다.
7. 일부는 자립하지만, 대부분은 식물과 동물에 기생한다. 기생충 성질을 띄는 것은, 미코플라스마가 생장에 필요한 인자를 합성 할 수 없기 때문이다.

### 세포 형태
세포벽이 없기 때문에 둥근 모양에서 직사각형에 이르기까지 다양한 모양으로 변형될 수 있다. 따라서 이들은 간균, 구균, 나선균 어느 하나로 분류될 수 없다. 집락의 경우 일반적인 달걀 프라이 모양을 하며, 직경은 대략 0.5mm 정도이다.

## 병태생리학
P1 항원이 미코플라스마의 주된 독력인자이다. P1은 상피세포에 미코플라스마가 부착할 수 있게 만드는 막연관단백질이다. 한편 P1은 미코플라스마 감염으로 인해 자가항체의 응집반응을 일으킬 수 있는 적혈구에도 발현되어 있다. 비정형 폐렴의 원인균인 미코플라스마 뉴모니아, 골반염과 관련된 미코플라스마 제니탈리움 등 여러 미코플라스마 종들이 체내에서 병원성을 가질 수 있다. 사람의 미코플라스마 감염은 17% 정도가 피부의 발진과 연관되어 있다.:293

### 사람에게 감염되는 종
아래의 종들 이외에도 사람에서 발견된 바 있는 종들이 있으나, 그러한 종들은 사람 이외의 다른 숙주와의 접촉으로 인해 전파된 것으로 추정된다. 다음의 미코플라스마에 속하는 종들은 사람을 일차 숙주로 삼는다.
- M. amphoriforme
- M. buccale
- M. faucium
- M. fermentans
- M. genitalium
- M. hominis
- M. incognitus
- M. lipophilum
- M. orale
- M. penetrans
- M. pirum
- M. pneumoniae
- M. primatum
- M. salivarium
- M. spermatophilum[13]

## 임상적 관련성

### 관련 증상
미코플라스마로 인한 폐렴 증상은 일반적으로 경증이고 미열, 피로, 인후통, 기침을 포함한다. 이 감염은 때때로 "보행성" 폐렴이라고 하고, 이는 침상 안정 또는 입원이 필요하지 않은 경증 폐렴에 대한 비의학적 용어이다. 일부는 여전히 직장에 출근하고 다른 일상 활동에 참여할 수 있을 만큼 충분히 컨디션이 좋다.
많은 미코플라스마의 소변과 대변 및 생식기 감염 환자들, 특히 여성들에서 증상이 없다. 증상이 존재하는 경우, 이는클라미디아 증상과 유사하고 성별과 감염 위치에 따라 다르다.
- 여성은 배뇨 중 비정상적인 질 분비물 또는 작열감을 느낄 수 있다.
- 남성은 배뇨 중 작열감을 인지하고 때로는 음경에서 분비물이 나올 수 있다.

### 관련 질병
미코플라스마의 세균은 세균성 질염에 걸린 여성에서 동정된다. 미코플라스마 제니탈리움(M. genitalium)은 골반염이 있는 여성에서 발견된다. 또한 미코플라스마 감염은 자궁경부염, 불임, 조산, 유산 위험의 증가와 관련되어 있다. 미코플라스마 제니탈리움은 몇몇 항생제들에 대한 내성을 발달시켜 왔다. 한편 미숙아에서 미코플라스마에 속하는 세균들은 신생아 호흡곤란증후군, 기관지폐이형성증, 뇌실내출혈 등의 발병과도 관련되어 있다.
미코플라스마와 유레아플라스마는 질의 정상세균총에 속하지 않는다. 일부 미코플라스마 종들은 성적 접촉을 통해 전파된다. 또한 임신에 부정적인 영향을 끼치는 미코플라스마도 있다.S 미코플라스마 호미니스는 사람에서 남성 불임이나 성기의 염증을 일으킨다. 한편 저체중의 미숙아는 미코플라스마 감염에 보다 취약하다.

### 암과의 관련성
미코플라스마는 여러 가지 서로 다른 종류의 암세포에서 자주 발견된다. 여기 해당하는 종들은 다음과 같다.
- M. fermentans[18][19][20][21][22][23]
- M. genitalium[24]
- M. hyorhinis[18][24][25]
- M. penetrans[18][19][20][21][23]
- U. urealyticum[26]

이들 미코플라스마 종의 대다수는 in vitro에서 포유류 세포의 악성세포전환과 강한 상관관계를 보였다.

### 감염 시 숙주 세포의 변환
미코플라스마의 존재는 1960년대 암 조직 표본에서 처음 보고되었다. 이때를 기점으로 미코플라스마와 암 사이의 관련성과, 어떻게 세균이 암의 형성에 관여하는지를 찾아내어 입증하기 위한 여러 연구가 수행되었다. 여러 연구를 통해 만성적으로 세균에 감염된 세포는 다단계의 변화를 거친다고 밝혀졌다. 만성 미코플라스마 감염으로 인해 유발되는 변화들은 점진적으로 일어나며 형태학적 변화와 유전적 변화를 모두 수반한다. 눈으로 볼 수 있는 첫 감염의 소견은 세포가 정상적인 모양에서 낫 모양으로 점차 변하는 것이다. 후기에는 세포가 성장하고 증식하기 위해 탄탄하게 지지될 필요가 없어지며, 정상적인 접촉억제도 제대로 되지 않는다.

## 검사

### 검사가 필요한 경우[2]
- 의사가 호흡기 혹은 전신 증상이 미코플라스마 감염에 의한 것이라 의심할 때

- 생식기 감염이 미코플라스마 혹은 유레아플라스마에 의한 것일 때

### 분석 대상 검체[2]
정맥혈액, 인후 면봉, 객담 검체, 체액 혹은 조직검체를 사용할 수 있으며, 간혹 생식기 혹은 요도부 검체를 면봉으로 얻을 수 있다.

### 검사 기법
미코플라스마는 호흡기 분비물 또는 질 또는 요도 면봉 검체로 핵산 증폭 검사(NAAT)를 실시하여 확인할 수 있다. NAAT는 유기체의 고유한 유전 물질인 DNA 또는 RNA(핵산)를 찾는다. NAAT는 보다 쉽게 식별할 수 있도록 박테리아의 DNA 또는 RNA의 양을 증가시키는 과정을 사용한다.

## 치료
미코플라스마 감염은 아지트로마이신, 독시사이클린, 또는 때때로 레보플록사신 또는 목시플록사신과 같은 항생제로 치료한다. 미코플라스마에는 세포벽이 없기 때문에 세포벽 합성을 억제하여 항세균성을 나타내는 페니실린, 반코마이신, 세팔로스포린 등의 항생제는 치료 효과가 나타나지 않는다.

## 검사실 오염
세포 배양 시 미코플라스마 세균이 실험실 검체를 종종 오염시킨다. 이러한 배양 오염은 사람이나 오염된 배양 배지 성분으로 인해 발생한다.
미코플라스마는 염색체의 이상, 대사와 세포 성장의 변화 등 여러 가지 세포의 변화를 유도할 수 있다. 심각한 미코플라스마 감염은 세포주를 파괴할 수 있다. DNA 프로브, 효소결합면역흡착검사(ELISA), 중합효소 연쇄 반응(PCR), 회흐스트 염색이나 DAPI 등의 DNA 염색법 등의 검출 기법으로 미코플라스마를 찾아낼 수 있다.

## 같이 보기
- 피토플라스마